# John Reynolds
John Fulton Reynolds (ur. 4 marca 1820, zm. 1 lipca 1863) – zawodowy oficer armii Armii Stanów Zjednoczonych, walczył w wojnie amerykańsko-meksykańskiej, a także w wojnie secesyjnej w stopniu generała majora po stronie wojsk Unii, jako jeden z najbardziej doświadczonych dowódców. W 1841 roku ukończył studia w Akademii Wojskowej w West Point jako 26 z 50 kadetów. Zginął od trafienia w szyję podczas pierwszego dnia bitwy pod Gettysburgiem.